# Bush (grup de Londres)
Bush és un grup de música rock britànic de format a Londres el 1992, poc després que el vocalista / guitarrista Gavin Rossdale i el guitarrista Nigel Pulsford es conegueren. No va passar molt temps abans que es reclutés al baixista Dave Parsons, i més tard el bateria Robin Goodridge, i començaren a compondre. David Parsons es va unir a Bush poc després de deixar el grup Transvision Vamp. Bateries com Sacha Gervasi, Amir i Spencer Cobrin havien sigut bateries Bush abans que Robin Goodridge ocupà definitivament aquest lloc, completant així la formació.
El grup va trobar el seu èxit immediat amb la publicació del seu primer àlbum Sixteen Stone el 1994, que està certificat 6 multiplatí per la RIAA. Bush va esdevenir un dels grups de rock amb més èxit comercial de la dècada de 1990, venent més de 10 milions de discos als Estats Units. Malgrat el seu èxit als Estats Units, el grup era menys conegut al seu país d'origen i va gaudir d'un èxit marginal allà. Bush ha tingut nombrosos top ten singles a les llistes de rock de Billboard, i un àlbum número 1 per Razorblade Suitcase el 1996. el grup es va separar en 2002, però el nom va ser restablit en 2010 i va començar a treballar en un nou àlbum, The Sea of Memories, que fou publicat al setembre de 2011.
El grup va triar el nom "Bush" perquè solien viure en Shepherd's Bush, Londres.
Al Canadà, un cop van ser coneguts com a Bushx, perquè el grup Bush, de la dècada de 1970, dirigit per Domenic Troiano, era propietari dels drets canadencs sobre el nom. L'abril del 1997, es va anunciar que Troiano havia accedit a deixar-los usar el nom de Bush al Canadà sense l'exponent x, a canvi de la donació de 20.000 dòlars cada un a la Starlight Children's Foundation i el Music Therapy Trust Fund (fons fiduciari musicoteràpia canadenc).

## Història

### Formació iSixteen Stone(1992–1995)
Després de deixar el seu grup Midnight, Gavin Rossdale es va reunir amb el guitarrista i antic membre de King Blank Nigel Pulsford a un concert a un pub de Londres el desembre de 1992. Als dos els unia l'apreciació pel grup nord-americà de rock alternatiu Pixies. Els dos van formar un nou grup a la qual anomenaren Future Primitive. Un executiu de la discogràfica britànica anys més tard, descrivint els primers sons del grup, va dir "No eren el que són avui en dia - que semblaven el costat més comercial de INXS". La parella va contractar el baixista Dave Parsons (abans de The Partisans i Transvision Vamp) i que provà amb diversos bateristes diferents (un d'ells el periodista britànic, guionista i director de cinema Sacha Gervasi) abans Gavin preguntà al bateria Robin Goodridge per tal de completar la formació.
El 1993, el grup signà amb el representant Rob Kahane, que tenia un acord de distribució amb Hollywood Records de The Walt Disney Company. El grup va acabar la gravació del seu àlbum debut Sixteen Stone a principis de 1994. No obstant això, la mort de l'executiu de Disney Frank G. Wells, que era partidari de Kahane, va fer que executius de Hollywood considerassin no publicar l'àlbum de Bush publicació. Interscope Records en última instància, decidí publicar l'àlbum, i a finals de l'any 1994, Kahane va enviar una còpia anticipada de l'àlbum a un amic a la influent emissora de ràdio de Los Angeles KROQ-FM, que afegeix la cançó "Everything Zen" per la seva rotació.

### Razorblade Suitcase(1996–1998)
A finals de 1996 Bush publicà el primer single "Swallowed" del seu segon àlbum titulat Razorblade Suitcase. La cançó va passar set setmanes damunt la taula de Modern Rock Tracks. L'àlbum va aconseguir el número 1 als Estats Units i es col·locà ben amunt a molts països europeus. Malgrat ser un èxit, amb dos singles d'èxit en comparació amb els quatre de l'anterior, l'àlbum no es va vendre tan bé com Sixteen Stone. Razorblade Suitcase va comptar amb Steve Albini com a enginyer de so. Albini havia treballat amb Nirvana en el seu darrer àlbum d'estudi, In Utero, només tres anys abans. Després de l'èxit de "Swallowed," l'àlbum va tenir un èxit més, "Greedy Fly", però després no va produir cap resultat més important.
Possiblement per impulsar les vendes de Razorblade Suitcase o passar a un nou terreny, Bush publicà l'àlbum de remescles Deconstructed. En l'àlbum s'arranjaren els temes de Bush en estils dance i tecno. L'àlbum tingué un èxit moderat obtenint un disc de platí menys d'un any després de la seva publicació.

### The Science of Things(1999–2000)
Després de la realització de gires, Rossdale es va recloure a Irlanda, on va treballar en el material per al proper àlbum del grup. Rossdale envià periòdicament maquetes de les seves obres en curs per als seus companys de grup. Finalment, el grup es va reunir per gravar a Londres l'agost de 1998, on el grup va tornar a fer equip amb els productors de Sixteen Stone, Clive Langer i Alan Winstanley.
La publicació de The Science of Things enmig d'una batalla legal entre el grup i Trauma Records. El cas es va resoldre a principis de 1999 i l'àlbum va ser finalment publicat aquell octubre. The Science of Things era un canvi important en diverses formes dels dos primers àlbums de Bush. Igual que l'èxit multiplatí dels dos primers àlbums de Bush, aquest àlbum també va aconseguir el disc de platí. A més, mentre que els àlbums anteriors del grup van ser fortament influïts pel grunge, The Science of Things oferia algunes influències de música electrònica que la distingien de la sonoritat prèvia de Bush. Per exemple, tot i que el single inicial "The Chemicals Between Us" tenia un riff de guitarra prominent, també tenia molts elements electrònics que normalment es troben a la música dance. Encara que l'àlbum tenia algunes cançons d'èxit, que no aconseguí col·locar-les en el top 10. L'actuació del grup a Woodstock 1999, però, va ajudar a aconseguir amb The Science of Things el disc de platí malgrat el seu lent començament.
Es publicaren tres singles a partir de The Science of Things, sobretot "The Chemicals Between Us", que va passar cinc setmanes en el número 1 en el Modern Rock Tracks i aconseguí el seu punt màxim en el número 67 dels US Hot 100. "Letting the Cables Sleep," el tercer single, arribà al número 4 al Modern Rock Tracks i també rebé una considerable cobertura radiofònica.

### Golden Statei ruptura (2001–2002)
L'octubre de 2001, ara amb el segell discogràfic Atlantic Records, Bush publicà el seu següent àlbum, Golden State. Mentre que l'àlbum va intentar tornar al so simple, enganxós de debut del grup, que no va aconseguir el mateix èxit comercial, com les versions anteriors del grup. Es publicaren diversos singles, sobretot l'èxit "The People That We Love", però no van ser èxits de comunicació. L'àlbum va ser el menys reeixit del grup, venent només 380.000 còpies als EUA. "The People That We Love (Speed Kills)" fou inclòs al videojoc Need For Speed: Hot Pursuit 2.
El gener de 2002, Pulsford va deixar la banda després del llançament de Golden State per passar més temps amb la família i Chris Traynor es va fer càrrec a la guitarra per a la posterior gira, el que va resultar ser l'últim de Bush des de fa 8 anys.
A causa de la disminució de les vendes de discos i la falta de suport d'Atlantic Records, Bush es va dissoldre el 2002. El 2005, la banda publicà un àlbum de grans èxits anomenat The Best of: 1994-1999, i, uns mesos més tard, un àlbum en viu titulat Zen X Four.

### Post-ruptura (2003–2010)
Gavin Rossdale va formar un nou grup, Institute, en 2004, fent de vocalista i guitarrista, igual que a Bush. Chris Traynor també es va unir al grup com a guitarrista. A més de tocar a Institute, Traynor també es va unir a la reunificada banda Helmet el 2004 com a baixista, que va deixar el grup en 2006. Institute publicà un àlbum, Distort Yourself, però no va aconseguir molt èxit comercial malgrat l'obertura d'U2's Vertigo Tour en alguns espectacles. Institute es va separar en 2006 i Rossdale es va embarcar en una carrera en solitari. El 2007, va cobrir la cançó de John Lennon "Mind Games" per a l'àlbum de tribut a Lennon Instant Karma: The Amnesty International Campaign to Save Darfur. El seu primer àlbum en solitari, Wanderlust, recolzat pel single principal "Love Remains the Same", fou publicat al juny de 2008.
Rossdale has also ventured into the world of acting, appearing in the films and others.
Rossdale també ha entrat en el món de l'actuació, apareixent en les pel·lícules Zoolander, Little Black Book, The Game of Their Lives, Constantine, How to Rob a Bank i altres.
Robin Goodridge va gravar amb els Elyss rock britànic de la banda en 2004, encara que no han llançat cap material nou des de llavors. El 2006, va començar Goodridge tambors del grup de rock indie Spear of Destiny, i va aparèixer en el seu àlbum de 2007, Imperial Prototype. Durant l'estiu de 2008, va realitzar una gira pel Regne Unit amb de grup de rock britànic Stone Gods després del seu actual bateria Ed Graham presumptament emmalaltí.
En una entrevista a Blender, Gavin Rossdale va admetre que la probabilitat d'una reunió de Bush era "molt alta". Després va afegir "bastant alta", En una entrevista al novembre de 2008, Rossdale va revelar que havia intentat posar-se en contacte amb els altres membres de Bush, “em vaig acostar a ells”.

### Retrobament:The Sea of Memories(2010)

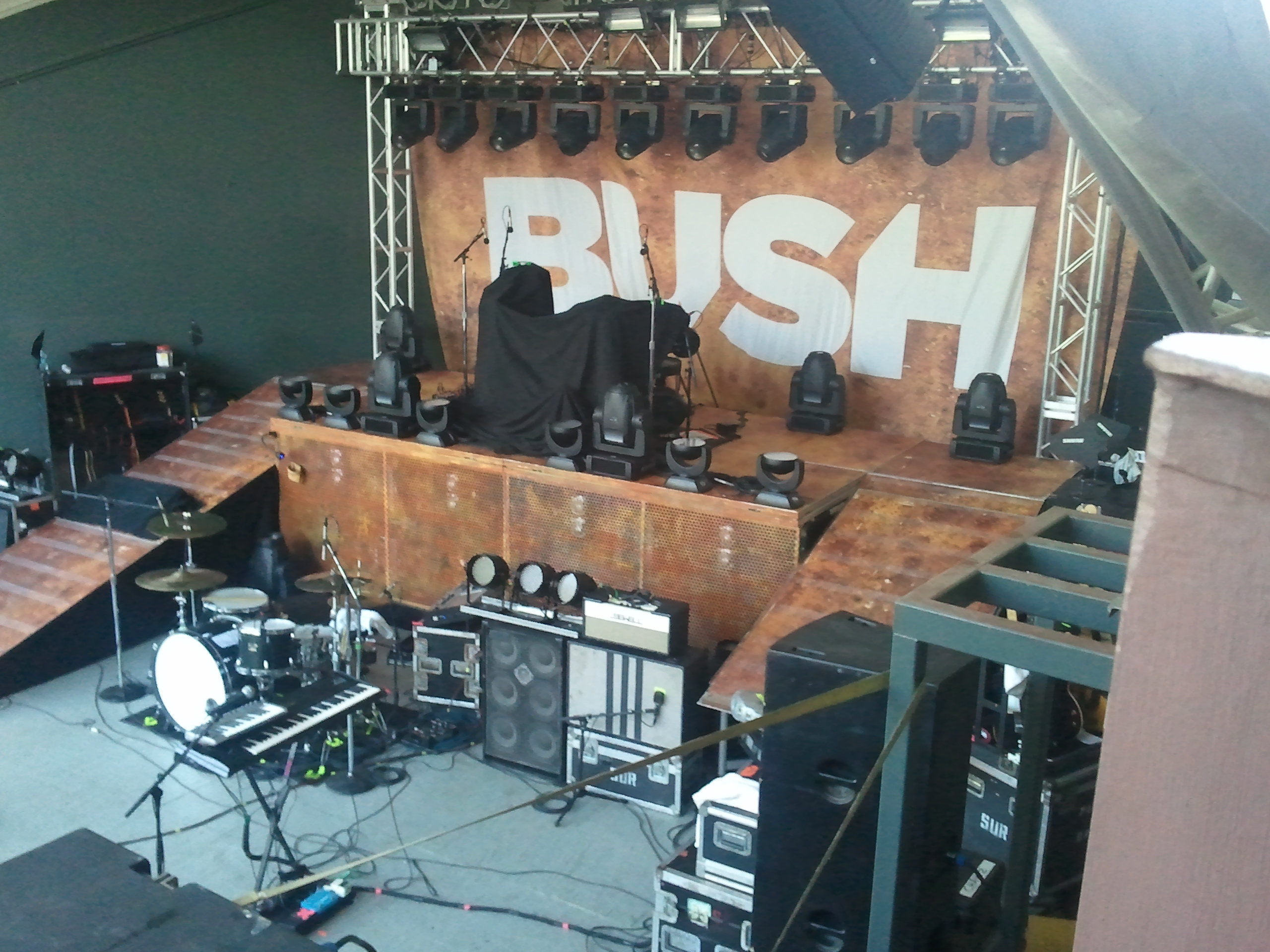
Escenari de Bush abans de tocar el 17/8/2011 a Austin, TX

El 22 de juny de 2010 es va anunciar que Bush faria la seva primera actuació en vuit anys al festival Epicenter a Fontana (Califòrnia) el 25 de setembre de 2010. també es va anunciar un nou àlbum, llavors titulat Everything Always Now, així com un nou senzill "Afterlife".
Els dos membres fundadors Nigel Pulsford i Dave Parsons decidiren no retornar al grup amb Rossdale, declarant:
| « | He estat parlant molt amb Nigel i cada vegada que faig un disc, jo li demano de fer-lo. Ell és feliç i no és una cosa que volia fer - ell té una família. Vaig parlar amb Dave. Em va sorprendre perquè vaig pensar que ho faria. Va pensar en això durant el cap de setmana i després va dir que no podia. Ell no vol comprometre i després de tornada - que no sabia quant temps podria anar de gira. És una absurda quantitat de treball. | » |

Pulsford i Parsons van ser reemplaçats per Chris Traynor i Corey Britz, respectivament. Traynor també s'havia situat per Pulsford durant la gira de Golden State. La nova formació va jugar set actuacions el 2010, interpretant cançons de quatre àlbums anteriors de Bush i la seva nova cançó "Afterlife".
Gavin va anunciar a la ràdio que l'àlbum havia estat rebatejat El mar de records i va ser publicació al setembre i va aconseguir arribar al seu punt màxim al número 18 en el Billboard Top 200. El primer senzill de l'àlbum, "The Sound of Winter" fou publicat al juliol de 2011 i va aconseguir el número u en la llista Billboard Alternative Songs.
El 19 de novembre de 2011, Bush va realitzar una actuació en directe al "Guitar Center Sessions" a DirecTV. L'episodi inclou una entrevista amb el presentador del programa, Nic Harcourt.
La seva cançó Into The Blue apareix a la banda sonora de The Avengers (pel·lícula de 2012) publicada l'1 de maig de 2012.
Anaren de gira amb Nickelback en la seva gira Here and Now.

## Discografia
La discografia de Bush inclou de cinc àlbums d'estudi on disc en directe, dos recopilatoris i divuitz senzills publicats a Interscope Records. Després de la seva reunificació el 2010 publicaren el seu cinquè àlbum, The Sea of Memories, la tardor del 2011.

### Àlbums d'estudi
| 1994                                                                    | Sixteen Stone - Released: December 5, 1994 - Label: Atlantic Records                                                | 42  | 5  | —  | 14 | 7  | 68 | 20 | 2  | —  | 4  | - CAN: 6× Platinum - UK: Silver - US: 6× Multi-Platinum |
| 1996                                                                    | Razorblade Suitcase - Released: November 19, 1996 - Label: Interscope Records                                       | 4   | 12 | 13 | 38 | 1  | 37 | 31 | 10 | —  | 1  | - CAN: 5× Platinum - UK: Gold - US: 3× Multi-Platinum   |
| 1999                                                                    | The Science of Things - Released: October 26, 1999 - Label: Interscope Records                                      | 28  | 70 | 18 | 49 | 4  | 19 | 48 | 36 | 99 | 11 | - CAN: Platinum - US: Platinum                          |
| 2001                                                                    | Golden State - Released: October 23, 2001 - Label: Atlantic Records                                                 | 53  | 78 | 11 | 31 | —  | 10 | 41 | —  | 31 | 22 |                                                         |
| 2011                                                                    | The Sea of Memories - Released: September 13, 2011 - Label: Zuma Rock Records (through a partnership with E1 Music) | 200 | —  | 43 | —  | 49 | 29 | —  | —  | 48 | 18 |                                                         |
| "—" denotes releases that did not chart or not released to that country | |     |    |    |    |    |    |    |    |    |    |                                                         |

### Àlbums en directe
| Any  | Notes                                                              |
| ---- | ------------------------------------------------------------------ |
| 2005 | Zen X Four - Released: November 15, 2005 - Label: Kirtland Records |

### Recopilatoris
| Any  | Notes                                                                   | Posicions màximes | Posicions màximes | Posicions màximes | Posicions màximes | Certifications             |
| Any  | Notes                                                                   | UK                | CAN               | NZ                | US                | Certifications             |
| ---- | ----------------------------------------------------------------------- | ----------------- | ----------------- | ----------------- | ----------------- | -------------------------- |
| 1997 | Deconstructed - Released: November 11, 1997 - Label: Interscope Records | 177               | 14                | 27                | 36                | - CAN: Platinum - US: Gold |
| 2005 | The Best of: 1994-1999 - Released: June 14, 2005 - Label: SPV GmbH      | —                 | —                 | —                 | —                 |                            |

## Singles
| Data                                                                    | Senzill                               | Posicions màximes | Posicions màximes | Posicions màximes | Posicions màximes | Posicions màximes | Posicions màximes | Posicions màximes | Posicions màximes | Posicions màximes | Posicions màximes | Posicions màximes | Àlbum                 |
| Data                                                                    | Senzill                               | UK                | AUS               | CAN               | CAN Alt.          | GER               | NL                | NZ                | US                | US Air.           | US Alt.           |                   | Àlbum                 |
| ----------------------------------------------------------------------- | ------------------------------------- | ----------------- | ----------------- | ----------------- | ----------------- | ----------------- | ----------------- | ----------------- | ----------------- | ----------------- | ----------------- | ----------------- | --------------------- |
| 1994                                                                    | "Everything Zen"                      | 99                | 41                | —                 | 5                 | —                 | 45                | —                 | —                 | 40                | 2                 | 5                 | Sixteen Stone         |
| 1995                                                                    | "Little Things"                       | 184               | —                 | —                 | 2                 | —                 | —                 | —                 | —                 | 46                | 4                 | 6                 | Sixteen Stone         |
| 1995                                                                    | "Comedown"                            | —                 | 45                | —                 | 1                 | —                 | —                 | —                 | 30                | 25                | 1                 | 2                 | Sixteen Stone         |
| 1995                                                                    | "Glycerine"                           | —                 | 5                 | 38                | 3                 | —                 | 41                | 31                | 28                | 28                | 1                 | 4                 | Sixteen Stone         |
| 1996                                                                    | "Machinehead"                         | 48                | —                 | 40                | 1                 | —                 | —                 | —                 | 43                | 24                | 4                 | 4                 | Sixteen Stone         |
| 1996                                                                    | "Swallowed"                           | 7                 | 25                | 5                 | 1                 | —                 | 100               | —                 | —                 | 27                | 1                 | 2                 | Razorblade Suitcase   |
| 1997                                                                    | "Greedy Fly"                          | 22                | 78                | 38                | 6                 | —                 | —                 | —                 | —                 | 41                | 3                 | 5                 | Razorblade Suitcase   |
| 1997                                                                    | "Bonedriven"                          | 49                | —                 | —                 | —                 | —                 | —                 | —                 | —                 | —                 | —                 | —                 | Razorblade Suitcase   |
| 1997                                                                    | "Cold Contagious"                     | —                 | 75                | 57                | 4                 | —                 | —                 | —                 | —                 | —                 | 23                | 18                | Razorblade Suitcase   |
| 1997                                                                    | "Personal Holloway"                   | —                 | —                 | —                 | —                 | —                 | —                 | —                 | —                 | —                 | —                 | —                 | Razorblade Suitcase   |
| 1997                                                                    | "Mouth (The Stingray Mix)"            | —                 | —                 | —                 | 6                 | —                 | —                 | —                 | —                 | 63                | 5                 | 28                | Deconstructed         |
| 1999                                                                    | "The Chemicals Between Us"            | 46                | 93                | —                 | 5                 | —                 | —                 | —                 | 67                | 58                | 1                 | 3                 | The Science of Things |
| 2000                                                                    | "Warm Machine"                        | 45                | —                 | —                 | —                 | —                 | —                 | —                 | —                 | —                 | 38                | 16                | The Science of Things |
| 2000                                                                    | "Letting the Cables Sleep"            | 51                | —                 | —                 | —                 | —                 | —                 | —                 | 113               | —                 | 4                 | 26                | The Science of Things |
| 2001                                                                    | "The People That We Love"             | 81                | —                 | —                 | —                 | 92                | —                 | —                 | 114               | —                 | 11                | 10                | Golden State          |
| 2001                                                                    | "Headful of Ghosts"                   | —                 | —                 | —                 | —                 | —                 | —                 | —                 | —                 | —                 | 38                | 34                | Golden State          |
| 2002                                                                    | "Inflatable"                          | 105               | —                 | —                 | —                 | —                 | —                 | —                 | —                 | —                 | —                 | —                 | Golden State          |
| 2010                                                                    | "Afterlife"                           | —                 | —                 | —                 | —                 | —                 | —                 | —                 | —                 | —                 | 22                | 34                | The Sea of Memories   |
| 2011                                                                    | "The Sound of Winter"                 | —                 | —                 | 71                | 2                 | —                 | —                 | —                 | 104               | —                 | 1                 | 3                 | The Sea of Memories   |
| 2012                                                                    | "Baby Come Home"                      | —                 | —                 | —                 | —                 | —                 | —                 | —                 | —                 | —                 | 16                | 28                | The Sea of Memories   |
| 2012                                                                    | "Glycerine (Live)" feat. Gwen Stefani | —                 | —                 | —                 | —                 | —                 | —                 | —                 | —                 | —                 | —                 | —                 | Digital Single        |
| "—" denotes releases that did not chart or not released to that country |                                       |                   |                   |                   |                   |                   |                   |                   |                   |                   |                   |                   |                       |

### Filmacions
| Year | Notes                                                                        |
| ---- | ---------------------------------------------------------------------------- |
| 1997 | Alleys & Motorways - Released: November 18, 1997 - Label: Interscope Records |
| 2002 | The Best of: 1994-1999 - Released: May 28, 2002 - Label: SPV GmbH            |
| 2005 | Zen X Four - Released: November 15, 2005 - Label: Kirtland Records           |
| 2013 | Live! - Released: March 1, 2013 - Label: earMUSIC                            |
| 2013 | Live from Austin, Texas - Released: April 15, 2013 - Label: TourGigs         |

### Vídeoclips
| Any  | Títol                                  | Director                       |
| ---- | -------------------------------------- | ------------------------------ |
| 1994 | "Everything Zen"                       | Matt Mahurin                   |
| 1995 | "Little Things"                        | Matt Mahurin                   |
| 1995 | "Comedown"                             | Jake Scott                     |
| 1995 | "Glycerine"                            | Kevin Kerslake                 |
| 1996 | "Machinehead"                          | Shawn Mortensen                |
| 1996 | "Swallowed"                            | Jamie Morgan                   |
| 1997 | "Greedy Fly"                           | Marcus Nispel                  |
| 1997 | "Mouth (The Stingray Mix)"             | John Hillcoat                  |
| 1997 | "Bonedriven"                           | Mark Lebon                     |
| 1997 | "Cold Contagious"                      | Mark Lebon                     |
| 1998 | "Personal Holloway"                    | John Hillcoat                  |
| 1998 | "Comedown" (Healy & Amos mashup remix) | Jason Smith                    |
| 1999 | "The Chemicals Between Us"             | Stéphane Sednaoui              |
| 2000 | "Warm Machine"                         | Russell Thomas and Steve Jones |
| 2000 | "Letting the Cables Sleep"             | Joel Schumacher                |
| 2001 | "The People That We Love"              | Ulf Buddensieck                |
| 2002 | "Inflatable"                           | Giuseppe Capotondi             |
| 2011 | "The Sound of Winter"                  | Meiert Avis                    |
| 2012 | "Baby Come Home"                       | Todd Stefani                   |
| 2012 | "The Afterlife"                        |                                |

## Premis i nominacions
American Music Awards
| Data | Treball nominat | Premi                      | Result    |
| ---- | --------------- | -------------------------- | --------- |
| 1997 | Bush            | Favorite Alternative Group | Nominat   |
| 1998 | Bush            | Favorite Alternative Group | Guanyador |

Grammy Awards
| Data | Treball nominat | Premi                      | Resultat |
| ---- | --------------- | -------------------------- | -------- |
| 1998 | "Swallowed"     | Best Hard Rock Performance | Nominat  |

MTV Video Music Awards
| Data | Treball nominat | Premi                   | Resultat  |
| ---- | --------------- | ----------------------- | --------- |
| 1996 | "Glycerine"     | Viewer's Choice         | Guanyador |
| 1996 | "Glycerine"     | Best Alternative Video  | Nominat   |
| 1996 | "Machinehead"   | Best Video From a Movie | Nominat   |

MTV Movie Awards
| Data | Treball nominat | Premi                  | Resultat  |
| ---- | --------------- | ---------------------- | --------- |
| 1997 | "Machinehead"   | Best Song From a Movie | Guanyador |